# بنجامين كليفتون
بنجامين كليفتون (1774 - )  (بالإنجليزية: Benjamin Clifton)‏ هو لاعب كريكت بريطاني.